# Werner Rettig
Werner Rettig (* 9. Juli 1942 in Emsdetten, Kreis Steinfurt) ist ein ehemaliger deutscher Politiker (SPD) und Mitglied des Niedersächsischen Landtages.

## Leben
Werner Rettig besuchte in Oldenburg (Oldb) die Volksschule und das Gymnasium und erwarb im Jahr 1960 die Mittlere Reife. Im Anschluss absolvierte er zunächst bis 1963 eine Ausbildung als Maurer. Anschließend absolvierte er ein Studium an der Fachhochschule Oldenburg, das er mit dem Titel Ing. (grad.) für Ingenieurbau 1967 abschloss. Danach ließ er sich als Bauinspektor-Anwärter (gehobener bautechnischer Dienst) der niedersächsischen Straßenbauverwaltung ausbilden und absolvierte seine Laufbahnprüfung im Jahr 1969. Er leitete die Straßenmeisterei in Wildeshausen von 1970 bis 1974 und arbeitete im Anschluss in Oldenburg bei der Bezirksregierung Weser-Ems als Sachbearbeiter bis zum Jahr 1986. Von 1986 bis 1994 war er als Mitglied des Niedersächsischen Landtages politisch tätig. Danach arbeitete er in einem Architekturbüro als Leiter der Ingenieurabteilung und bis zum 31. Dezember 2005 in der Oldenburger Regierungsvertretung im Sachgebiet Öffentliches Auftragswesen.
Werner Rettig ist verheiratet und hat vier Kinder.

## Politik und Ämter
War von 1972 bis 1993 Mitglied der SPD. Von 1972 bis 1974 war er Mitglied des Rates der Stadt Wildeshausen. Von 1976 bis 1993 war er Mitglied des Rates der Stadt Oldenburg, von 1986 bis 1990 als Vorsitzender der SPD-Fraktion. Er war Vorsitzender des Aufsichtsrates der Verkehr und Wasser GmbH.
Vom 21. Juni 1986 bis 20. Juni 1994 war er Mitglied des Niedersächsischen Landtages (11. und 12. Wahlperiode), bis 17. März 1993 als SPD-Fraktionsmitglied, danach fraktionslos. Er wirkte vom 21. Juni 1990 bis 31. März 1993 als Schriftführer im Niedersächsischen Landtag.